# تشيك سميث
تشيك سميث (بالإنجليزية: Chick Smith)‏ هو لاعب كرة قاعدة أمريكي، ولد في 2 ديسمبر 1892 في دايتون في الولايات المتحدة، وتوفي بنفس المكان في 11 أكتوبر 1935.

## وصلات خارجية
- تشيك سميث على موقعبيزبول رفرنس.كوم (الدوري الرئيسي) (الإنجليزية)
- تشيك سميث على موقعبيزبول رفرنس.كوم (الدوري الثانوي) (الإنجليزية)